# Eutymenes z Massalii

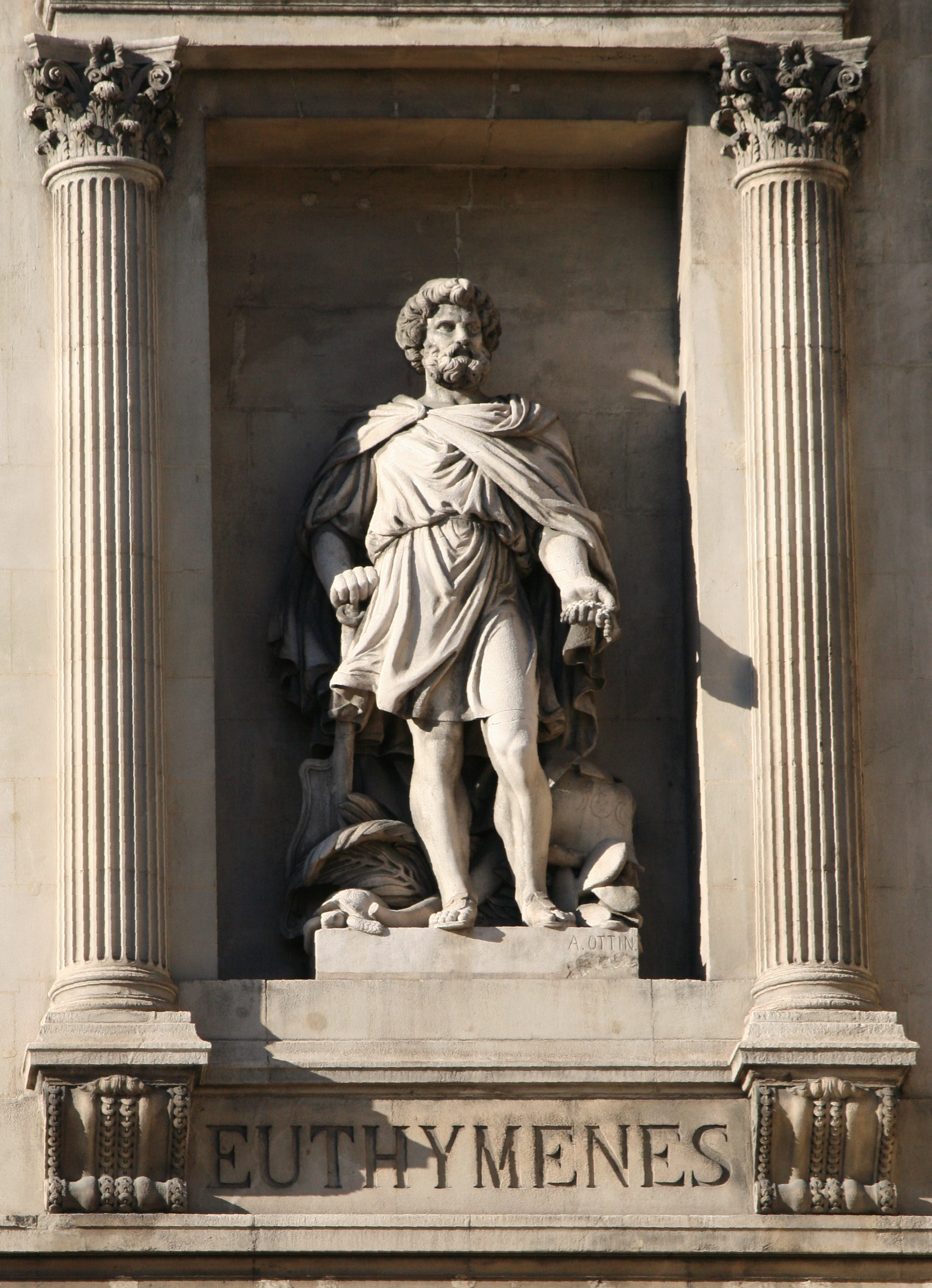
Eutymenes

Eutymenes z Massalii (greka: Εὐθυμένης) – grecki podróżnik, historyk i geograf, żył w VI wieku p.n.e., pochodził z Massalii (dzisiejsza Marsylia). Ok. 530 roku p.n.e. odbył wyprawę przez Cieśninę Gibraltarską wzdłuż północno–zachodnich wybrzeży Afryki, prawdopodobnie do rzeki Senegal lub Niger.